# Наградени с орден „Стара планина“ (Георги Първанов, втори мандат)
Това е списък на наградените с орден „Стара планина“ през втория мандат на президента Георги Първанов, между 22 януари 2007 г. и 22 януари 2012 г.
| Дата на указа     | Носител | Вид                | Заслуги |
| ----------------- | --- | ------------------ | --- |
| 6 февруари 2007   | Каролос Папуляс | с лента            | „за развитието, укрепването и задълбочаването на българо-гръцките отношения.“ |
| 6 февруари 2007   | Мей Пану Папуля | I степен           | „за развитието, укрепването и задълбочаването на българо-гръцките отношения.“ |
| 8 февруари 2007   | Чонг Дже-сик | I степен           | „за развитието на българо-корейските отношения и по повод окончателното му отпътуване от страната.“ |
| 12 февруари 2007  | Франко Фратини | I степен           | „в процеса на присъединяване на Република България към Европейския съюз в областта „Правосъдие и вътрешни работи“.“ |
| 12 февруари 2007  | Вирон Полидорас | II степен          | „в процеса на присъединяване на Република България към Европейския съюз в областта „Правосъдие и вътрешни работи“.“ |
| 12 февруари 2007  | Василе Блага | II степен          | „в процеса на присъединяване на Република България към Европейския съюз в областта „Правосъдие и вътрешни работи“.“ |
| 7 март 2007       | Ив Сен-Жур | I степен           | „за развитието и укрепването на българо-френските отношения.“ |
| 21 март 2007      | Франк-Валтер Щайнмайер                                                                                               | I степен           | „за присъединяване на Република България към Европейския съюз.“ |
| 21 март 2007      | Гернот Ерлер | I степен           | „за присъединяване на Република България към Европейския съюз.“ |
| 10 април 2007     | Христо Бонев | I степен           | „за развитието на физическото възпитание и спорта.“ |
| 10 април 2007     | Албена Денкова | I степен           | „за развитието на физическото възпитание и спорта.“ |
| 10 април 2007     | Максим Стависки | I степен           | „за развитието на физическото възпитание и спорта.“ |
| 17 април 2007     | Пааво Липонен | I степен           | „за присъединяването на Република България към Европейския съюз и за развитието на двустранните отношения.“ |
| 17 май 2007       | Тончо Русев | I степен           | „в областта на културата.“ |
| 17 май 2007       | Марин Чонев | II степен          | „в областта на културата.“ |
| 23 май 2007       | Симеон Симов | I степен           | „към Република България.“ |
| 14 юни 2007       | Симеон Сакскобургготски                                                                                              | I степен           | „към Република България, за развитието на демократичния процес, реформирането на страната и присъединяването ѝ към НАТО и Европейския съюз.“ |
| 5 юли 2007        | Коичиро Фукуи | I степен           | „за развитието и укрепването на двустранните отношения“ |
| 4 септември 2007  | Бенита Фереро-Валднер                                                                                                | I степен           | „за разрешаване на казуса с българските медици във Великата социалистическа народна Либийска арабска Джамахирия и за завръщането им.“ |
| 5 септември 2007  | Димитър Павлов | I степен           | „към Република България и по повод 70 години от рождението му.“ |
| 13 септември 2007 | Ю Джънчи | I степен           | „за развитието и укрепването на двустранните отношения.“ |
| 18 септември 2007 | Никола Саркози | I степен           | „за разрешаване на казуса с българските медици във Великата социалистическа народна Либийска арабска Джамахирия и за завръщането им.“ |
| 18 септември 2007 | Сесилия Саркози | I степен           | „за разрешаване на казуса с българските медици във Великата социалистическа народна Либийска арабска Джамахирия и за завръщането им.“ |
| 18 септември 2007 | Жан-Клод Юнкер | I степен           | „за развитие на двустранните отношения между Република България и Великото херцогство Люксембург, както и за присъединяване на страната ни към Европейския съюз.“ |
| 27 септември 2007 | Силвия, кралица на Швеция                                                                                            | с лента            | „за развитието и укрепването на българо-шведските отношения.“ |
| 27 септември 2007 | Виктория, кронпринцеса на Швеция                                                                                     | с лента            | „за развитието и укрепването на българо-шведските отношения.“ |
| 27 септември 2007 | Карл Филип, принц на Швеция                                                                                          | I степен           | „за развитието и укрепването на българо-шведските отношения.“ |
| 27 септември 2007 | Маделен, принцеса на Швеция                                                                                          | I степен           | „за развитието и укрепването на българо-шведските отношения.“ |
| 27 септември 2007 | Ингемар Елиасон, маршал на Кралството                                                                                | I степен           | „за развитието и укрепването на българо-шведските отношения.“ |
| 27 септември 2007 | Алис Троле-Вахтмайстер, главна дворцова дама                                                                         | I степен           | „за развитието и укрепването на българо-шведските отношения.“ |
| 27 септември 2007 | Ларш-Ялмар Виде, първи маршал на Кралския двор                                                                       | II степен          | „за развитието и укрепването на българо-шведските отношения.“ |
| 27 септември 2007 | Кирстине фон Бликсен-Финеке, I дворцова дама                                                                         | II степен          | „за развитието и укрепването на българо-шведските отношения.“ |
| 27 септември 2007 | Мертил Мелин, началник на Кралските конюшни                                                                          | II степен с мечове | „за развитието и укрепването на българо-шведските отношения.“ |
| 27 септември 2007 | Хокан Петерсон, началник на Военния кабинет на краля на Швеция                                                       | II степен с мечове | „за развитието и укрепването на българо-шведските отношения.“ |
| 27 септември 2007 | Бертил Рут, посланик на Швеция                                                                                       | II степен          | „за развитието и укрепването на българо-шведските отношения.“ |
| 27 септември 2007 | Херман аф Троле, началник на Протокола на Министерството на външните работи на Швеция                                | II степен          | „за развитието и укрепването на българо-шведските отношения.“ |
| 27 септември 2007 | Пер Вестерберг, председател на Парламента на Швеция                                                                  | I степен           | „за развитието и укрепването на българо-шведските отношения.“ |
| 27 септември 2007 | Фредрик Райнфелд, министър-председател на Швеция                                                                     | I степен           | „за развитието и укрепването на българо-шведските отношения.“ |
| 27 септември 2007 | Карл Билт, министър на външните работи на Швеция                                                                     | I степен           | „за развитието и укрепването на българо-шведските отношения.“ |
| 27 септември 2007 | Стен Толгфорш, министър на отбраната на Швеция                                                                       | I степен           | „за развитието и укрепването на българо-шведските отношения.“ |
| 27 септември 2007 | Ева Бьорлинг, министър на външната търговия на Швеция                                                                | I степен           | „за развитието и укрепването на българо-шведските отношения.“ |
| 28 септември 2007 | Ангела Меркел | с лента            | „за разрешаване на казуса с българските медици във Великата социалистическа народна Либийска арабска Джамахирия и за завръщането им.“ |
| 28 септември 2007 | Тони Блеър | с лента            | „за разрешаване на казуса с българските медици във Великата социалистическа народна Либийска арабска Джамахирия и за завръщането им.“ |
| 28 септември 2007 | Жозе Мануел Барозу                                                                                                   | I степен           | „за разрешаване на казуса с българските медици във Великата социалистическа народна Либийска арабска Джамахирия и за завръщането им.“ |
| 28 септември 2007 | Кондолиза Райс | I степен           | „за разрешаване на казуса с българските медици във Великата социалистическа народна Либийска арабска Джамахирия и за завръщането им.“ |
| 29 октомври 2007  | Тобиас Билстрьом | I степен           | „за развитието и укрепването на българо-шведските отношения.“ |
| 29 октомври 2007  | Владислав Славов | I степен           | „за развитието на българската държава, демокрация и правораздаване и по повод 60 години от рождението му.“ |
| 29 октомври 2007  | Делчо Порязов | I степен           | „в областта на висшето образование, науката, финансовата теория и практика, активна обществена дейност и по повод 75 години от рождението му.“ |
| 1 ноември 2007    | Хамад Бин Халифа Ал Тани                                                                                             | с лента            | „за разрешаване на казуса с българските медици във Великата социалистическа народна Либийска арабска Джамахирия и за завръщането им.“ |
| 5 ноември 2007    | Карл Дийм | II степен          | „за развитието на двустранното сътрудничество и по повод окончателното му отпътуване от страната.“ |
| 10 декември 2007  | Радослав Гайдарски                                                                                                   | I степен           | „към българското здравеопазване като лекар и водещ хирург в страната и по повод 70 години от рождението му.“ |
| 12 декември 2007  | Торао Токуда | I степен           | „за изграждане на една от най-големите и модерни болници, както и за осъществяване на първата мащабна японска инвестиция в страната ни.“ |
| 26 февруари 2008  | Иван Черноземски | I степен           | „за развитие на съвременната българска медицинска наука и практика, както и по повод неговата 75-годишнина.“ |
| 7 март 2008       | Йеньо Фаллер | I степен           | „за развитието на българо-унгарските отношения и сътрудничество.“ |
| 18 март 2008      | Джузепе Леанца | II степен          | „за развитие на отношенията между Република България и Светия Престол.“ |
| 19 март 2008      | Мигел Анхел Моратинос                                                                                                | I степен           | „за присъединяването на Република България към Европейския съюз.“ |
| 17 април 2008     | Джован Батиста Кампаньола                                                                                            | I степен           | „за развитие на българо-италианските отношения и сътрудничество.“ |
| 13 май 2008       | Михал Котман | I степен           | „за развитие на двустранните отношения между Република България и Словашката република.“ |
| 30 май 2008       | Джон Байърли | I степен           | „за развитие на отношенията между Република България и Съединените американски щати.“ |
| 12 юни 2008       | Нелсън Мандела | I степен           | „за неговата активна международна правозащитна дейност и по повод 90 години от рождението му.“ |
| 27 юни 2008       | Норайр Нурикян | I степен           | „за развитието на физическото възпитание и спорта.“ |
| 18 юли 2008       | Анатолий Потапов | I степен           | „за развитието на отношенията между Република България и Руската федерация“ |
| 6 август 2008     | Бертил Рут | I степен           | „за развитието на българо-шведските отношения и сътрудничество“ |
| 6 август 2008     | Акито Найто | I степен           | „за развитието и задълбочаването на българо-японското икономическо сътрудничество.“ |
| 12 август 2008    | Борис Цветков | I степен           | „към Република България и българската дипломатическа служба и по повод 90 години от рождението му“ |
| 5 септември 2008  | Георги Пирински | с лента            | „към Република България като политик и държавник, за издигането на ценностите на българския парламентаризъм, за утвърждаването и укрепването на демократичните норми на управление и цялостното приобщаване на страната ни към Европейския съюз, както и по повод 60 години от рождението му“                                                     |
| 5 септември 2008  | Филип Беке, посланик на Белгия                                                                                       | I степен           | „за развитието и задълбочаването на българо-белгийските отношения.“ |
| 24 септември 2008 | Кирил Сандов | II степен          | „за развитието на българската икономика и по повод 75 години от рождението му.“ |
| 16 октомври 2008  | Тодор Батков | I степен           | „към Република България, активната му обществена дейност като меценат и спомоществовател в различни културни проекти, в строителството на духовни средища и на инициативи, свързани с българската култура, изкуство и спорта и по повод 50 години от рождението му“                                                                               |
| 22 октомври 2008  | Мариу Жезуш душ Сантуш                                                                                               | I степен           | „за развитие на българо-португалските отношения“ |
| 4 ноември 2008    | Васил Стефанов | I степен           | „в областта на културата.“ |
| 19 ноември 2008   | Дражен Вуков-Цолич                                                                                                   | I степен           | „за развитие на българо-хърватските отношения.“ |
| 27 ноември 2008   | Джон Дали, министър на социалната политика на Малта                                                                  | II степен          | „за развитие на българо-малтийските отношения.“ |
| 27 ноември 2008   | Тонио Борг, заместник министър-председател и министър на външните работи на Малта                                    | II степен          | „за развитие на българо-малтийските отношения.“ |
| 27 ноември 2008   | Лорънс Гонзи, министър-председател на Малта                                                                          | I степен           | „за развитие на българо-малтийските отношения.“ |
| 27 ноември 2008   | Стоян Тонев, началник на Военномедицинска академия                                                                   | I степен с мечове  | „за развитието на военното здравеопазване, за проявен професионализъм при организирането на медицинското осигуряване на въоръжените сили на Република България, за утвърждаване на Военномедицинска академия като водещо лечебно заведение и принос за поддържане на националната сигурност на Република България.“                               |
| 23 януари 2009    | Тенкоко Сонода, заместник-председател на Японо-българската асоциация за приятелство                                  | I степен           | „за развитието на политическите контакти на високо равнище, на гражданския и културен обмен между двете страни, както и по повод нейната 90-годишнина.“ |
| 2 февруари 2009   | Янко Русев | II степен          | „за развитието на физическото възпитание и спорта и по повод 50 години от рождението му.“ |
| 12 февруари 2009  | Петър Попангелов | I степен           | „за развитието на физическото възпитание и спорта.“ |
| 24 февруари 2009  | Джорджо Наполитано, президент на Италия                                                                              | с лента            | „за развитието и укрепването на българо-италианските отношения.“ |
| 6 март 2009       | Румяна Нейкова | I степен           | „за развитието на физическото възпитание и спорта.“ |
| 6 март 2009       | Свилен Нейков | I степен           | „за развитието на физическото възпитание и спорта.“ |
| 6 март 2009       | Никола Корабов | I степен           | „към Република България в областта на културата и филмовото изкуство.“ |
| 9 март 2009       | Владимир Воронин, президент на Молдова                                                                               | с лента            | „за развитието и укрепването на българо-молдовските отношения.“ |
| 9 март 2009       | Валдас Адамкус, президент на Литва                                                                                   | с лента            | „за развитието и активизирането на българо-литовските отношения.“ |
| 12 март 2009      | Хеба Елмараси, посланик на Египет                                                                                    | I степен           | „за развитието и укрепването на българо-египетските отношения.“ |
| 10 март 2009      | Фам Куок Бао, посланик на Виетнам                                                                                    | I степен           | „за развитието и укрепването на българо-виетнамските отношения.“ |
| 1 април 2009      | Иван Станчов | I степен           | „към Република България и по повод 80 години от рождението му.“ |
| 1 април 2009      | Андрей Пантев | I степен           | „за развитието на българската наука и култура, както и по повод 70 години от рождението му.“ |
| 1 април 2009      | Яп де Хоп Схефер, генерален секретар на НАТО                                                                         | I степен           | „за укрепване на мира и сигурността в световен мащаб.“ |
| 8 април 2009      | Александър Лазаров                                                                                                   | I степен           | „за развитието на физическото възпитание и спорта.“ |
| 27 април 2009     | Фернандо Ариас Гонсалес, посланик на Испания                                                                         | I степен           | „за развитието и укрепването на българо-испанските отношения.“ |
| 8 май 2009        | Чихиро Канагава, председател на Японския съвет за международен обмен и президент на корпорация „Шинецу кемикъл“      | I степен           | „за развитието и задълбочаването на българо-японските отношения в областта на икономиката.“ |
| 13 май 2009       | Матю Фестинг, велик магистър на Ордена на хоспиталиерите                                                             | с лента            | „за развитието на двустранните отношения и за активната дарителска и благотворителна дейност на ордена.“ |
| 13 май 2009       | Жан-Пиер Мазери, велик канцлер на на Ордена на хоспиталиерите                                                        | I степен           | „за развитието на двустранните отношения и за активната дарителска и благотворителна дейност на ордена.“ |
| 26 май 2009       | Вячеслав Мадан, посланик на Молдова                                                                                  | I степен           | „за развитието на българо-молдовските отношения.“ |
| 26 май 2009       | Михаил Рошиану, посланик на Румъния                                                                                  | I степен           | „за развитието на българо-румънските отношения.“ |
| 27 май 2009       | Костадин Динчев | II степен          | „в областта на културата.“ |
| 8 юни 2009        | Георги Стоилов | I степен           | „в областта на архитектурата.“ |
| 8 юни 2009        | Данило Вучетич, посланик на Сърбия                                                                                   | I степен           | „за развитието на българо-сръбските отношения.“ |
| 12 юни 2009       | Михаел Ернст Антон Гайер, посланик на Германия                                                                       | I степен           | „за развитието на българо-германските отношения.“ |
| 17 юни 2009       | Александър Джеров | I степен           | „за развитието на политическите и обществените отношения и по повод 80 години от рождението му.“ |
| 17 юни 2009       | Калоян Махлянов | I степен           | „за развитието на българо-японските отношения.“ |
| 17 юни 2009       | Александър Янков | I степен           | „за изключително значимите му заслуги за развитието на българската наука и по повод 85 години от рождението му.“ |
| 1 юли 2009        | Златан Стойков | I степен с мечове  | „за изключителния му принос при изграждане и модернизация на въоръжените сили, проявен висок професионализъм и компетентност в стратегическото ръководство на Българската армия, за достойното участие на българските военни контингенти в мироопазващи мисии извън страната и във връзка с изтичането на мандата му като началник на отбраната.“ |
| 1 юли 2009        | Нанси Макълдауни, посланик на Съединените американски щати                                                           | I степен           | „за развитието на българо-американските отношения.“ |
| 2 юли 2009        | Вилем Ван Ее, посланик на Нидерландия                                                                                | I степен           | „за развитието на българо-нидерландските отношения.“ |
| 2 юли 2009        | Георги Мърков | I степен           | „за развитието на физическото възпитание и спорта.“ |
| 2 юли 2009        | Ангел Ангелов | I степен           | „в областта на информационните технологии, компютърната техника и автоматика, както и по повод 80 години от рождението му.“ |
| 22 юли 2009       | Димитър Димитров | I степен           | „за развитието на земеделието и по случай 80 години от рождението му.“ |
| 17 август 2009    | Кауко Ямсен, посланик на Финландия                                                                                   | I степен           | „за развитието на българо-финландските отношения.“ |
| 30 септември 2009 | Силвио Берлускони, министър-председател на Италия                                                                    | с лента            | „за развитието и задълбочаването на българо-италианските отношения.“ |
| 16 октомври 2009  | Джордж Абела, президент на Малта                                                                                     | с лента            | „за развитието на българо-малтийските отношения.“ |
| 16 октомври 2009  | Маргарет Абела, съпруга на президента на Малта                                                                       | I степен           | „за развитието на българо-малтийските отношения.“ |
| 16 октомври 2009  | Винсент Де Гаетано, председател на Върховния съд на Малта                                                            | I степен           | „за развитието на българо-малтийските отношения.“ |
| 16 октомври 2009  | Луис Галеа, председател на Парламента на Малта                                                                       | I степен           | „за развитието на българо-малтийските отношения.“ |
| 9 ноември 2009    | Бадамдорж Батхишиг, посланик на Монголия                                                                             | I степен           | „за развитието и укрепването на българо-монголските отношения.“ |
| 1 декември 2009   | Борис Георгиев (Моката)                                                                                              | I степен           | „в областта на физическото възпитание и спорта и по повод 80 години от рождението му.“ |
| 4 декември 2009   | Клаус Фабиян, посланик на Австрия                                                                                    | I степен           | „за развитието на българо-австрийските отношения.“ |
| 18 декември 2009  | Александър Арабаджиев                                                                                                | I степен           | „за изключителния му принос в областта на правото, за реформирането на съдебната система и за активното му участие в обществения живот на Република България.“ |
| 5 януари 2010     | Стефан Димитров | първа степен       | „за изключително големите му заслуги в областта на културата и изкуството.“ |
| 25 февруари 2010  | Ким Мьонг-джин извънреден и пълномощен посланик на Република Корея в Република България                              | първа степен       | „за изключително големите му заслуги за развитието и укрепването на българо-корейските отношения и по повод окончателното му отпътуване от страната.“ |
| 4 март 2010       | Стоимен Стоилов | първа степен       | „за изключително големите му заслуги в областта на културата и изкуството.“ |
| 22 март 2010      | Божидар Божинов | първа степен       | „за изключително големите му заслуги за развитието на българската икономика и за насърчаването и подпомагането на българския бизнес както в страната, така и на европейския и световния пазар.“ |
| 19 май 2010       | Атанас Ванчев дьо Траси                                                                                              | първа степен       | „за изключително големите му заслуги в областта на културата и изкуството.“ |
| 4 юни 2010        | Христо Ганев | първа степен       | „за изключително големите му заслуги в областта на културата и изкуството.“ |
| 4 юни 2010        | Недялко Йорданов | първа степен       | „за изключително големите му заслуги в областта на културата и изкуството.“ |
| 4 юни 2010        | Стефка Съботинова | първа степен       | „за изключително големите ѝ заслуги в областта на културата и изкуството.“ |
| 17 юни 2010       | Валентин Димитров | първа степен       | „за изключително големите му заслуги към Република България в областта на физическото възпитание и спорта.“ |
| 17 юни 2010       | Валери Григоров | първа степен       | „за изключително големите му заслуги към Република България в областта на физическото възпитание и спорта.“ |
| 17 юни 2010       | Мария Гроздева | първа степен       | „за изключително големите ѝ заслуги към Република България в областта на физическото възпитание и спорта.“ |
| 17 юни 2010       | Артеник Агоп Арабаджиан                                                                                              | втора степен       | „за изключително големите му заслуги към Република България в областта на физическото възпитание и спорта.“ |
| 7 юли 2010        | проф. Донка Петканова                                                                                                | първа степен       | „за дългогодишната ѝ научноизследователска и преподавателска дейност и по повод 80-годишнината ѝ.“ |
| 21 юли 2010       | Йорданка Христова | първа степен       | „за изключително големите ѝ заслуги в областта на културата и изкуството.“ |
| 27 юли 2010       | Джан Вансюе извънреден и пълномощен посланик на Китайската народна република в Република България                    | първа степен       | „за изключително големите му заслуги за развитието на двустранните отношения между Република България и Китайската народна република.“ |
| 27 юли 2010       | Шимон Перес президент на Държавата Израел                                                                            | с лента            | „за изключително големите му заслуги за укрепването и развитието на българо-израелските отношения.“ |
| 27 юли 2010       | Джефри Кийтинг извънреден и пълномощен посланик на Ирландия в Република България                                     | първа степен       | „за изключително големите му заслуги за развитието на двустранните отношения между Република България и Ирландия и по повод окончателното му отпътуване от страната.“ |
| 27 юли 2010       | Етиен дьо Понсен извънреден и пълномощен посланик на Френската република в Република България                        | първа степен       | „за изключително големите му заслуги за развитието на двустранните отношения между Република България и Френската република и по повод окончателното му отпътуване от страната.“ |
| 27 юли 2010       | Сергей Манасарян извънреден и пълномощен посланик на Република Армения в Република България                          | първа степен       | „за изключително големите му заслуги за развитието на българо-арменските отношения“ |
| 27 юли 2010       | Цунехару Такеда извънреден и пълномощен посланик на Япония в Република България                                      | първа степен       | „за изключително големите му заслуги за развитието на българо-японските отношения“ |
| 11 август 2010    | Валентин Михов | втора степен       | „за изключително големите му заслуги към Република България в областта на физическото възпитание и спорта.“ |
| 11 август 2010    | Владко Панайотов | първа степен       | „за изключителните му заслуги в областта на научното развитие на минното дело и металургията, за големия му принос като преподавател и ръководител във висшето образование и по повод 60 години от рождението му.“ |
| 11 август 2010    | акад. Васил Сгурев                                                                                                   | първа степен       | „за големите му заслуги за развитието на българската наука, висшето образование, електронната индустрия и роботиката и във връзка със 125-годишния юбилей на оглавяваната от него Федерация на научно-техническите съюзи.“ |
| 23 август 2010    | Елман Зейналов извънреден и пълномощен посланик на Азербайджанската република в Република България                   | първа степен       | „за изключително големите му заслуги за развитието на българо-азербайджанските отношения.“ |
| 20 септември 2010 | Ивайло Маринов | втора степен       | „за изключително големите му заслуги към Република България в областта на физическото възпитание и спорта.“ |
| 20 септември 2010 | Петър Дойчев | първа степен       | „за изключително големите му заслуги за изграждането и развитието на туризма в Република България.“ |
| 20 септември 2010 | Пауло Америко Вейга Воловски извънреден и пълномощен посланик на Федеративна република Бразилия в Република България | първа степен       | „за изключително големите му заслуги за развитието и укрепването на българо-бразилските отношения и по повод окончателното му отпътуване от страната.“ |
| 4 октомври 2010   | Минчо Минчев | първа степен       | „за изключително големите му заслуги в областта на културата.“ |
| 18 октомври 2010  | проф. Михаил Петров                                                                                                  | втора степен       | „за изключително големите му заслуги към Република България в областта на финансово-контролната система и по повод 75 години от рождението му.“ |
| 22 октомври 2010  | Мехмет Гюджук извънреден и пълномощен посланик на Република Турция в Република България                              | първа степен       | „за изключително големите му заслуги за развитието на българо-турските отношения и по повод окончателното му отпътуване от страната.“ |
| 15 ноември 2010   | Кръстю Станилов | първа степен       | „за изключително големите му заслуги за развитието на българската икономика и по повод 75 години от рождението му.“ |
| 15 ноември 2010   | проф. Богдан Богданов                                                                                                | първа степен       | „за значимия му принос към развитието на науката, образованието и гражданското общество и по повод 70 години от рождението му.“ |
| 4 януари 2011     | Силвио Данаилов | първа степен       | „за изключително големите му заслуги към Република България в областта на физическото възпитание и спорта.“ |
| 17 януари 2011    | Светла Оцетова | първа степен       | „за изключително големите ѝ заслуги към Република България в областта на физическото възпитание и спорта.“ |
| 17 януари 2011    | Здравка Йорданова | първа степен       | „за изключително големите ѝ заслуги към Република България в областта на физическото възпитание и спорта.“ |
| 11 февруари 2011  | Мартин Клепетко извънреден и пълномощен посланик на Чешката република в Република България                           | първа степен       | „за изключително големите му заслуги за развитието на българо-чешките отношения и по повод окончателното му отпътуване от страната“ |
| 18 февруари 2011  | Имануел Роберт Инкириванг извънреден и пълномощен посланик на Република Индонезия в Република България               | първа степен       | „за изключително големите му заслуги за укрепването и развитието на българо-индонезийските отношения и по повод окончателното му отпътуване от страната“ |
| 19 май 2011       | проф. Надежда Сейкова                                                                                                | първа степен       | „за изключително големите ѝ заслуги в областта на културата“ |
| 19 май 2011       | Петър Караангов | първа степен       | „за изключително големите му заслуги в областта на културата и изкуството“ |
| 19 май 2011       | проф. д.и.н. Димитър Овчаров                                                                                         | втора степен       | „за изключително големите му заслуги към Република България в областта на културата“ |
| 26 май 2011       | проф. д-р Генчо Начев                                                                                                | първа степен       | „за изключително големите му заслуги към Република България в областта на медицината и здравеопазването“ |
| 26 май 2011       | Сацуки Еда | първа степен       | „за изключително големите му заслуги за развитието на българо-японските отношения и по повод неговата 70-годишнина“ |
| 8 юни 2011        | Иван Теофилов | втора степен       | „за изключително големите му заслуги към Република България в областта на културата“ |
| 8 юни 2011        | Верка Иванова | втора степен       | „за изключително големите ѝ заслуги в областта на културата и изкуството“ |
| 12 юли 2011       | Александър Кашукеев                                                                                                  | първа степен       | „за изключително големите му заслуги за развитието, подпомагането и насърчаването на българската икономика и предприемачество и по повод 70 години от рождението му“ |
| 30 август 2011    | Тодор Симов | първа степен       | „за изключително големите му заслуги към Република България в областта на физическото възпитание и спорта“ |
| 30 август 2011    | Димитър Златанов | първа степен       | „за изключително големите му заслуги към Република България в областта на физическото възпитание и спорта“ |
| 27 септември 2011 | Дилма Русеф президент на Федеративна република Бразилия                                                              | с лента            | „за изключително големи заслуги за развитието на друстранните отношения между Република България и Федеративна република Бразилия“ |
| 25 октомври 2011  | Илхам Алиев президент на Азербайджанската република                                                                  | с лента            | „за изключително големите му заслуги за развитието и сътрудничеството между Република България и Азербайджанската република“ |
| 25 октомври 2011  | Данаи-Магдалини Куманаку извънреден и пълномощен посланик на Република Гърция в Република България                   | първа степен       | „за цялостния ѝ принос за развитието и задълбочаването на българо-гръцките отношения в областта на политиката, икономиката и културата, както и по повод окончателното ѝ отпътуване от страната“ |
| 21 октомври 2011  | проф. д-р Драган Бобев                                                                                               | първа степен       | „за изключително големите му заслуги в клиничната педиатрична онкохематология и за приноса му при функционирането на център при костномозъчна трансплантация.“ |
| 28 октомври 2011  | проф. Петър Вълчев                                                                                                   | втора степен       | „за изключително големите му заслуги към Република България в областта на културата“ |